# Solenopsis jacoti
Solenopsis jacoti é uma espécie de formiga do gênero Solenopsis, pertencente à subfamília Myrmicinae.